# Danh sách tên ký hiệu của NATO cho tên lửa chống tăng
Tên ký hiệu của NATO cho series AT tên lửa điều khiển chống tăng, với các thiết kế của Liên Xô:
- AT-1 Snapper (3M6 Shmel)
- AT-2 Swatter (3M11 Falanga)
- AT-3 Sagger (9M14 Malyutka)
- AT-4 Spigot (9M111 Fagot)
- AT-5 Spandrel (9M113 Konkurs)
- AT-6 Spiral (9M114 Shturm)
- AT-7 Saxhorn (9M115 Metis)
- AT-8 Songster (9M112 Kobra)
- AT-9 Spiral-2 (9M120 Ataka)
- AT-10 Stabber (9M117 Bastion)
- AT-11 Sniper (9M119 Svir" / "Refleks)
- AT-12 Swinger (9M118 Sheksna)
- AT-13 Saxhorn-2 (9M131 Metis-M)
- АТ-14 Spriggan (9M133 Kornet)
- АТ-15 Springer (9M123 Khrizantema)
- AT-16 Scallion (9A1472? Vikhr / Vikhr-M?)

Xem thêm: Tên ký hiệu của NATO, Danh sách tên lửa điều khiển chống tăng